# Marcos de Toledo
Marcos de Toledo  fue  un médico y canónigo de la catedral de Toledo que vivió a finales del siglo XII y comienzos del XIII; fue uno de los miembros de la Escuela de traductores de Toledo y tradujo al latín el Corán, obras de Galeno y los Opúsculos del mahdi de los almohades Ibn Tumart.

## Biografía
Descendía de una familia mozárabe que se instaló en Toledo tras la invasión musulmana. Nació en Toledo[cita requerida] y allí estudió medicina (o tal vez en Montpensier) y se ordenó sacerdote; en 1198 fue nombrado canónigo de la Catedral de Toledo. Tradujo libros fundamentales de Galeno a través del texto árabe de Iohannitius / Hunayn ibn Ishaq: De motibus membrorum liquidis y De pulsu ac de pulsus utilitate; seguramente muchas traducciones manuscritas y anónimas de tratados medicinales puedan adjudicársele.
Pero dedicó sus últimos años a traducir al latín las escrituras sagradas del Islam por orden del arzobispo de Toledo don Rodrigo Jiménez de Rada y del archidiácono Mauricio: así lo hizo constar el mismo Marcos de Toledo en el largo prefacio que antepuso a su versión del Corán, en que, en palabras de Nadia Petrus, realiza tres cosas: "Una peculiar biografía de Mahoma... los preceptos que todo musulmán debe seguir... y  los patrocinadores e impulsadores de la traducción y el lamento de la sociedad cristiana por la dominación musulmana.". Terminó su versión del Corán, el Alchoranus Latinus o Liber Alchorani, en Toledo, en 1210, aunque ya había habido un intento de traducir esta obra entre los años 1142 y 1143 por parte de Robert de Ketton, clérigo inglés residente en Pamplona, por encargo de Pedro el Venerable; sin embargo, la traducción de Marcos, menos divulgada que la de Robert de Ketton, es ad verbum o literal y conserva la división en azoras. Esta traducción fue usada y citada por Riccoldo da Monte di Croce en su tratado Contra legem saracenorurm a fines del siglo XIII; también se tradujeron al italiano algunas partes en 1461 por parte de Nicalaio di Berto. Se han conservado siete manuscritos latinos de esta versión, considerada la segunda al latín, si bien no se detuvo ahí el canónigo: tradujo también los Aquîda u Opúsculos del mahdi de los almohades, Ibn Tumart, obra que terminó en Toledo el 1 de junio de 1213. El arzobispo Jiménez de Rada usó estas obras para elaborar su Historia arabum. Aunque se desconoce su fecha de fallecimiento, como la Catedral de Toledo conserva su testamento otorgado en el año 1216 (Archivo Capitular de Toledo, 42-23, fol. XXVII), probablemente no llegó a vivir mucho más.

## Obras
- El Corán (Al-Qur’an), 1213 [otros autores lo fechan en 1209]. Hay ed. moderna al cuidado de Nàdia Petrus Pons: Alchoranus latinus quem Marcus canonicus Toletanus transtulit. Madrid: Consejo Superior de Investigaciones Científicas, 2016.
- Tratados religiosos musulmanes, 1213
- Contrarietas Alpholica (libro de teología islámica), s. f.
- Galeno, De tactu pulsus, De motu membrorum, De utilitate pulsus y De motibus liquidis, s. f.
- Hipócrates, De aere aquis locis, s. f.
- Hunayn ibn Ishaq, Isasoge ad Tegni Galieni, s. f.